# Tjeerd Alkema
Tjeerd Alkema, né le 2 juin 1942 à Harlingen (Pays-Bas), est un plasticien français d’origine néerlandaise, qui travaille la sculpture, la vidéo, la photographie et le dessin.

## Biographie
D’origine néerlandaise, Tjeerd Alkema vit en France depuis 1963.
Il se forme à l’École des Beaux-Arts de La Haye, puis à celle de Montpellier.
Il oriente progressivement ses recherches vers des créations monumentales en utilisant le procédé de l’anamorphose. "Le recours au mode de l’anamorphose lui permet d’induire [...] une attitude active qui l’assure que le regardeur sera obligé à une pleine expérience de l’œuvre, dans la réalité de sa physique et la virtualité de son image. C’est donc à une connaissance augmentée qu’elle débouche et, de ce fait, à une extension de ses propres limites." En imprimant à ses volumes, des rotations déformantes, selon de strictes règles de perspective, il multiplie les angles de vue et les possibilités de perception du regardeur. Si l’anamorphose joue sur les illusions de la perception, les perspectives construites par Tjeerd Alkema ont chacune leur nécessité. Il n’y a d’« objet » que comme une unité virtuelle née de cette multiplicité réelle de points de vue. Il rend ainsi le spectateur actif, l’incitant à évoluer autour de l’œuvre, questionnant sans cesse la forme dont elle serait issue.
Il est pensionnaire à la Villa Médicis à Rome en 1985-1986.
Il a enseigné, pendant près de quarante ans, d'abord à l'École d'architecture et à l'École des Beaux-Arts de Montpellier, puis à l'École des Beaux-Arts de Nîmes.

## ABC Productions
En 1969, il crée le groupe ABC Productions avec Jean Azémard, Vincent Bioulès et Alain Clément. Le groupe organise, en mai 1970, la manifestation « 100 artistes dans la ville » qui se déroule dans divers lieux à Montpellier, "en liaison avec les réflexions du groupe Supports/surfaces sur les modes de lecture d'une œuvre et sur sa diffusion".

## Œuvres dans les collections publiques
- Disque blanc, 1982, ciment, bois, roulettes, briques, craie, fer, béton et plâtre, 135 × 160 × 357 cm, Frac Occitanie Montpellier[3]
- Étude pour un portique, s.d. (achat 1987), crayon de couleur sur papier, 77 × 132 cm, MAC - Galeries contemporaines des musées de Marseille
- 2 paquets de Gitanes blancs, 1987, plâtre armé, 90 × 100 × 50 cm, l'ensemble au sol, Collection publique d'art contemporain du Conseil général de la Seine-Saint-Denis[4]
- Étude pour la ville de Givet, 1990, 3 études dans le cadre d'un projet de peinture murale à Givet - couvent des Recollectines, mur pignon (jamais réalisé), impression jet d'encre de photographies, mine de plomb et pastel sur papier, 75 × 75 cm chaque, Fonds national d'art contemporain - CNAP[5]
- Étude pour la ville de Gennevilliers, 1991, 6 études pour une sculpture monumentale "WAM" en hommage à Mozart pour le square Mozart à Gennevilliers, mine de plomb et crayons de couleurs sur papier calque, photocopie rehaussée aux crayons de couleurs, 50 × 26 cm, 33 × 25 cm, 40 × 28,5 cm, 28 × 47,5 cm, 50 × 28,5 cm, 42 × 29,7 cm, Fonds national d'art contemporain - CNAP[5]
- Flotteur, 1992, plâtre, fer et acier sur armature aluminium, 230 × 120 × 180 cm, Frac Paca[6]
- Série Aphasie, huit dessins sur papier, 2006, crayon sur papier, 50 × 65 cm chaque, Frac Occitanie Montpellier[7]
- Autre Porte (Sous-titre : Ruban de Moebius coupé et anamorphosé), 1994 - 2009, contreplaqué, acier, polyester, acrylique, 208 × 120 × 80 cm, Frac Occitanie Montpellier[8]
- 1 mètre cube (Sous-titre : Polyèdre anamorphique), 1998 - 2010, contreplaqué, acier, polyester, acrylique, 120 × 143 × 275 cm, Frac Occitanie Montpellier[9]
- Cubes de Necker (Sous-titre : En anamorphose), 2010, acier, 40 × 120 × 54 cm, Frac Occitanie Montpellier[10]

## Expositions et commandes publiques (sélection)

### Expositions personnelles
- 2013 Galerie AL/MA, Montpellier;
- 2012 In Situ, Chapelle Saint-Étienne d’Issenssac ;
- 2010 Galerie AL/MA, Montpellier ;
- 2007 Commande publique Robinson, Colombier, Suisse ;
- 2005 Galerie Philippe Pannetier, Nîmes ;
- 2003 Espace Villary, Nîmes ;
- 2003 Galerie Conny van Kasteel, Egmond aan Zee, Pays-Bas ;
- 2002 Numaga, Colombier, Suisse ; 2000 Château des Adhémar, Montélimar ;
- 2000 Leeuwarden in perspective, Prinsentuin, Leeuwarden, Pays-Bas ;
- 1998 Lycée Fourrier, Auxerre ;
- 1995 Villas et Châteaux, Château Loudenne, St Yzans-de-Médoc ;
- 1992 Galerie Debras-Bical, Bruxelles ;
- 1992 Galerie Jacques Girard, Toulouse ;
- 1991 Galerie Marthe Carreton, Nîmes ;
- 1991 Commande publique W.A.M., Gennevilliers ;
- 1990 CREDAC, Ivry-sur-Seine; 1989 École des Beaux-Arts de Valence; 1986 Villa Médicis, Rome ;
- 1986 Galerie Christian Laune, Montpellier ;
- 1982 Galerie Méda Mothi, Montpellier.

### Expositions collectives
- 2012 Salon du dessin contemporain, Montpellier ;
- 2012 "Vincent Bioulès, des élèves et des amis", Château de Lavérune (34) ;
- 2012 "Un monde invérifiable Collection du Frac Languedoc-Roussillon", Couvent des Minimes, Perpignan ;
- 2011 "Et pis meu là, et pis teu là", FRAC L.R.; Soit dit en passant, FRAC L.R ;
- 2009 Salon du dessin contemporain, Montpellier ;
- 2009 "Et in Arcadia ego", Collection FRAC LR, Aniane ;
- 2009 "A double entrée", Montreuil, Collection Seine-Saint Denis ;
- 2008 "Surface-Surprise", Galerie Philippe Pannetier, Nîmes.
- 2007 Centre culturel Salvador Allende, Neuilly-sur-Marne
- 2006 "City scape, shake & bake", les chantiers boite noire, Montpellier
- 2005 "Passages", Beeldenpark Vijversburg, Tytstjerk, Pays-Bas
- 2001 "Schaal en Maat", Beeldenpark Vijversburg, Pays-Bas
- 2000 L.A.C., Sigean
- 1998 "Le Champ des Illusions", Centre d’Art de Tanlay
- 1998 "Alkema-Endeweld", École des Beaux-Arts, Nîmes
- 1997 "Propositions 1", Carré St Anne, Montpellier
- 1994 "En commun", Maison des Arts, Antony
- 1992 "Champs de Silence", Abbaye de Royaumont
- 1990 CNAP, Paris
- 1990 "Artifices d’Artistes", Villa du Parc, Annemasse
- 1990 "Sculptures II", Galerie Debras-Bical, Bruxelles
- 1987 "Entretien", Galerie Edouard Manet, Gennevilliers
- 1987 CREDAC, Ivry-sur-Seine
- 1985 "Fransk Konst", Kulturhuset, Stockholm
- 1983 "Dedans.../Dehors…/Propositions II", Brétigny-sur-Orge
- 1983 "Le Musée décalé", Musée des Augustins, Toulouse
- 1983 "Casino", Fondation Miro, Barcelone
- 1982 "Atelier 81-82" ARC, Musée d’Art Moderne de la ville de Paris
- 1982 Galerie Arlogos, Nantes
- 1982 "Sans titre", Musée de Toulon
- 1981 CAPC, Bordeaux
- 1980 Musée de Toulon
- 1970 100 artistes dans la ville, Montpellier, Mai 1970

### Commandes publiques
- 2007 Robinson, Colombier, Suisse
- 2005 Passages, Beeldenpark Vijversburg, Tytstjerk, Pays-Bas
- 1991 W.A.M., Cité du Fossé de l’Aumône, Parc Mozart, Gennevilliers[11]